# Mantua
För andra betydelser, se Mantua (olika betydelser).
Mantua (italienska Mantova, latin Mantua) är en stad och kommun i regionen Lombardiet i norra Italien. Staden är huvudort i provinsen Mantua. Kommunen hade 49 403 invånare (2018) och gränsar till kommunerna Bagnolo San Vito, Borgo Virgilio, Curtatone, Porto Mantovano, Roncoferraro och San Giorgio Bigarello. Staden är ett världsarv sedan 2008. Mantua utsågs "Capital of the Italian culture 2016".

## Historia
2007 upptäcktes två skelett, kallade älskarna i Valdaro, strax utanför staden, vilka daterats till att vara omkring 6000 år gamla.
Mantua grundades troligen av etruskerna och hade en glansperiod under furstehuset Gonzaga herravälde 1328–1708. Den gamla stadskärnan dominerades av Palazzo Ducale ("Hertigpalatset"), påbörjat 1290 och om- och tillbyggt under 1300- och 1400-talen. Till detta fogades 1395–1406 borgen Castello di San Giorgio, berömd för den freskosvit som Andrea Mantegna utförde 1468-1474 i Brudgemaket.
Katedralen i högrenässans började uppföras 1540 av Giulio Romano, vars främsta byggnadsverk i staden är det hertliga lustslottet Palazzo Te (Palazzo del Te), uppförd mellan 1525 och 1534.

## Sevärdheter
- Kyrkan Sant'Andrea, ritad av Leon Battista Alberti 1470, tillhör den italienska ungrenässansens främsta verk.[3]